# Жан-Батіст Ґіме
Жан-Батіст Ґіме́ (20 липня 1795, Вуарон — 8 квітня 1871, Ліон) — французький хімік, відомий як розробник ультрамарину.

## Біографія
Ґіме навчався в паризькій Політехнічній школі, а з 1818 року працював у Державному управлінні пороху та селітри. Близько 1826 року він розробив процес виробництва ультрамаринової фарби в Тулузі, відмовився від посади чиновника і 1834 року заснував завод у Ліоні (який знаходився у Флер'є-сюр-Сона поблизу Ліона). Добутий ним барвник із кольоровими властивостями дорогого лазуриту був сумішшю діоксиду кремнію, глинозему, сірки та карбонату натрію. 1824 року за цю розробку Ґіме був нагороджений національною премією Товариства заохочення в промисловості (Société d'encouragement pour l'industrie).
Жан-Батіст Ґіме є батьком Еміля Ґіме, засновника Національного музею східних мистецтв Ґіме у Парижі.